# Sultan Ways Mirza
Sultan Ways Mirza fou un príncep timúrida del Badakhxan de la dinastia dels mirzes del Badakhxan. Al començament del segle xvi els uzbeks van ocupar el país, que no va tardar a reaccionar amb un aixecament nacional dirigit per Mubarak Shah i Zubayr Raghi, que van tenir com a quarter general la fortalesa que van anomenar Kala-i Zafar (Fortí de la Victòria); els uzbeks foren rebutjats i el príncep timúrida Nasir Mirza, germà de Bàber, cridat en ajut contra els uzbeks, fou proclamat rei el febrer del 1505. Al cap de dos anys, però, a causa de divergències amb els caps rebels, fou expulsat del tron. El 1508, Sultan Ways Mirza (conegut com a Mirza Khan), fill del sultà Sultan Mahmud Mirza, es va presentar al país (amb consentiment de Bàber) i fou rebut a Kala-i Zafar on Mubarak Khan havia mort feia poc a mans de Zubayr Raghi. Aquest s'oposava a reconèixer a Ways Mirza com a sobirà, i fou assassinat; llavors van entrar al país els ismaïlites de Kuhistan, dirigits per Radi al-Din, i es van apoderar de la major part del país. Però la primavera del 1509, Radi al-Din va morir en una batalla i el seu cap portat a Ways Mirza, que era a Kala-i Zafar. Mirza Khan llavors va governar el país fins a la seva mort el 1520. El 1520 Bàber va cridar al seu fill Sulayman Mirza (nascut el 1514) que l'havia succeït, i segurament per la seva curta edat, li va imposar com a regent el seu propi fill Humayun, que va restar-ho fins al 1529.

## Nota
1. ↑  El nom apareix també com Wais i Vays